# République des Escartons
29 mai 1343 – 4 août 1789
Entités précédentes :
- Dauphiné (royaume de Bourgogne)

Entités suivantes :
- Royaume de Sardaigne
- Royaume de France

Les formules république des Escartons, Escartons de Briançon et principauté du Briançonnais désignent l'ensemble formé par cinq territoires montagnards du Dauphiné bénéficiant d'un statut particulier à la suite de l'octroi à leurs habitants d'une charte du 29 mai 1343 par le dauphin de Viennois Humbert II, en contrepartie du versement d'une indemnité.
Ces quatre escartons, regroupant 51 paroisses, étaient ceux de : Briançon, Queyras, Oulx (la haute vallée du Val Cluson ou Pragela a intégré l'escarton d'Oulx en 1343) et Châteaudauphin.
La charte des Escartons est de quelques années antérieure à l'achat du Dauphiné, jusque-là fief du Saint-Empire, par le roi de France Jean le Bon, en 1349. Le statut des Escartons a cependant été conservé et a perduré jusqu'en 1789 dans les escartons de Briançon et du Queyras, et jusqu'en 1802 dans ceux d'Oulx et de Châteaudauphin, cédés à la maison de Savoie en 1713 (traité d'Utrecht) et rattachés par eux à leur principauté de Piémont.
De nos jours, ces territoires sont répartis entre le département français des Hautes-Alpes (région PACA) et les provinces italiennes de Turin et de Coni (région du Piémont).

## Dénominations
La dénomination de « république des Escartons » n'est pas d'origine : elle résulte d'une interpolation datant du XIXe siècle.
Le mot « escarton » est d'origine occitane, mais est resté en usage. Le terme français correspondant serait écarton. Dans ce cas, il signifie simplement « pays »
La charte de franchises accordé par le dauphin Humbert II permet aux communautés des paroisses de répartir ou d'« escartonner » à leur convenance les contributions et les charges. Cet escartonnement est signalé pour la première fois dans une sentence arbitrale dans la châtellenie de Briançon du 3 mars 1344. Le nom d'« escarton » n'apparait pas dans la charte du 29 mai 1343 mais est ensuite utilisé pour désigner chacune des cinq assemblées des délégués des communautés chargées de cet escartonnement, puis la circonscription territoriale de chacune de ces assemblées.

## Territoire

### Limites géographiques
Le Briançonnais historique était limité :
- à l'ouest par le Pertuis Rostan et les gorges de la Durance, la forteresse de Château-Queyras et les gorges du Guil, le massif des Écrins et le col du Lautaret ;
- au nord par le Massif des Cerces et le Massif du Mont-Cenis ;
- à l'est, sa frontière avec les états des ducs de Savoie était le « rif de Gélasse, ou Jalasse[2] » entre Chaumont et Suse ;
- au sud est, par le rocher du « Bec Dauphin » entre Meano et Pérouse (Perosa Argentina).

### Les quatre Escartons
Les quatre pays originels ou escartons regroupaient cinquante-et-une communautés. Deux escartons étaient situés dans le territoire de l'actuelle France et deux sur le territoire de l'actuelle Italie.

#### Briançon
L'Escarton de Briançon regroupe les communautés de la  Vallée de la Clarée, de la Vallée de la Guisane, Vallée de la Cerveyrette, de la Vallée Supérieure de la Durance (c'est-à-dire la portion de la haute vallée de la Durance qui est comprise entre le confluent de la Durance et de la Cerveyrette, et le Pertuis Rostan) et de la Vallouise.
Il comprend entre 11 et 13 communautés selon que l'on considère ou non, Puy-Saint-André comme une communauté indépendante de Puy-Saint-Pierre, et Montgenèvre indépendante de Val des Près. Les associations, entre les membres de ces couples de communautés, ont été variables dans le temps et leurs intérêts souvent mêlés. De la même manière, les deux communautés de Vallouise et Névache n'ont pas toujours dépendu de la châtelainie de Briançon. La Vallouise constituait au Moyen Âge un mandement qui a été absorbé par celui de Briançon. Névache dépendait avant le XVIe siècle du châtelain de Château de Bramafam à Bardonnèche.
Les représentants de l'Escarton se réunissent à Briançon qui est à la fois le siège du Châtelain et du tribunal de l'Escarton quoique, dans la plupart des communautés, les consuls se prononcent sur les infractions aux règlements locaux.

#### Queyras
Le Queyras regroupait sept communautés : Arvieux, Château-Queyras, Molines-en-Queyras, Saint-Véran, Aiguilles, Abriès, Ristolas, avec pour capitale Château-Queyras.

#### Châteaudauphin
Le val Varache (Varaïta) était constitué de quatre communautés, avec pour capitale Châteaudauphin : Le Chenal, Pont-sur-Chenal, Châteaudauphin, Bellin

#### Escarton d'Oulx

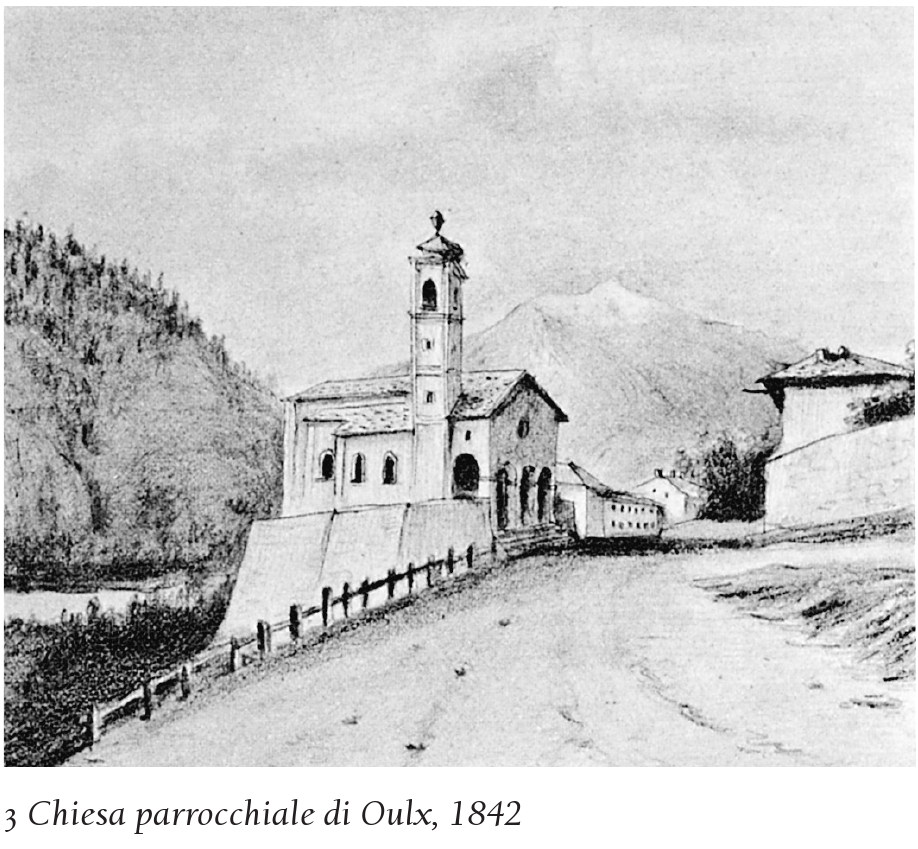
Église paroissiale d'Oulx en 1842.

Il correspondait aux parties amont du val de Suse et du val Cluson et regroupait vingt-neuf communautés, avec pour capitale Oulx :
- La haute vallée de la Doire ripaire en amont du pas de Suse : Mélézet, Les Arnauds, Bardonnèche, Rochemolles, Millaures, Beaulard, Savoulx, Oulx, Désertes, Solomiac, Fenils, Mollières, Césane, Bousson, Les Thures, Rollières, Champlas du Col, Sauze de Césane, Sauze d'Oulx, Salbertrand, Exilles, Chaumont.
- La haute et la moyenne vallée du Cluson, en amont du Bec-Dauphin : Pragela (comprenant Sestrières), Usseaux, Fenestrelle, Mentoulles, Roure, Méan.

Après la Réforme, les six communautés du val Cluson, qui étaient majoritairement protestantes, obtiennent[Quand ?] la constitution d'un cinquième escarton séparé de celui d'Oulx : celui du Pragela.

## Histoire

### Vue d'ensemble, de 1343 à 1802

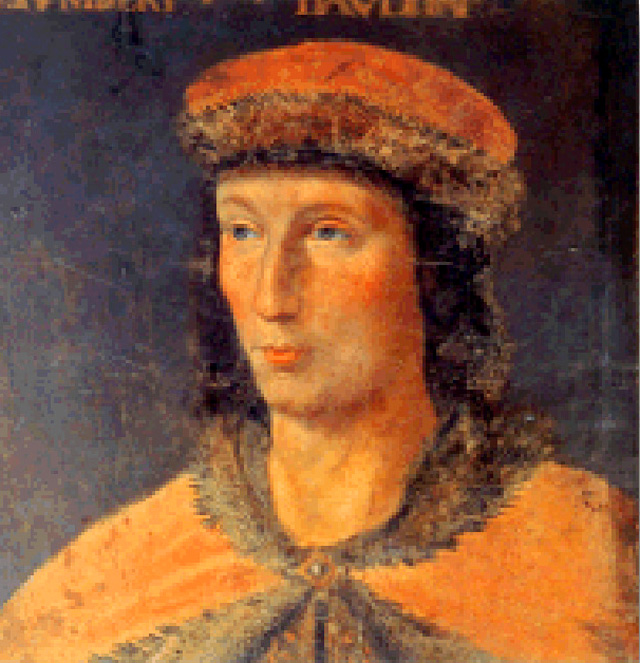
Le dauphin Humbert II de Viennois.

En 1343, les communautés du Briançonnais rachetèrent au dauphin Humbert II de Viennois ses droits seigneuriaux par une transaction conclue le 29 mai 1343 au château de Beauvoir-en-Royans, que la coutume nomme « Charte des Escartons ».
Cette transaction reconnaissait et codifiait des pratiques antérieures ou des usages coutumiers et complétait des chartes spécifiques à des communautés particulières, dont les dauphins étaient convenus avec leurs sujets. Elle remplaçait plusieurs impôts et redevances par une rente de 4 000 ducats, payable chaque année le jour de la Chandeleur et dont les communautés se répartissaient la charge dans le cadre d'assemblées nommées « escartons ».
Par la suite, les communautés veillèrent à la défense de leurs droits et firent reconnaître la charte des Escartons par les successeurs d'Humbert II qui en 1349 cédait le Dauphiné à la couronne de France : tous les rois de France, de Charles V à Louis XVI, la confirmèrent à leur avènement par une lettre patente.
Par le traité d'Utrecht en 1713, la France cédait au duc de Savoie Victor Amédée II, en échange de la vallée de Barcelonnette, « tout ce qui est à l'eau pendante des Alpes du côté du Piémont » (tout ce qui à l'est de la ligne de partage des eaux), c'est-à-dire les communautés qui constituaient traditionnellement les escartons d'Oulx, de Valcluson et de Châteaudauphin. Ces communautés continuèrent à jouir, sous l'autorité du châtelain d'Oulx, délégué par l'intendance de Suse, de l'essentiel des privilèges qui leur avaient été garantis par la Charte des Escartons.
L'organisation prévue par la charte et les coutumes qui lui étaient attachées s'appliqua jusqu'au 4 août 1789, date à laquelle elle fut abolie en ce qui concerne les communautés restées françaises par l'Assemblée constituante, ainsi que l'ensemble des privilèges détenus par des collectivités locales.
Les communautés devenues piémontaises, relevant depuis 1720 du royaume de Sardaigne, en bénéficièrent jusqu'au 11 septembre 1802, date de l'annexion du Piémont à la France décidée par le Premier Consul Napoléon Bonaparte.
À cette époque, les territoires sur lesquels la charte s'appliquait était habitée par environ 7 200 foyers, soit 40 000 habitants[réf. nécessaire].

### La constitution du territoire
La transaction de 1343 était l'aboutissement de processus politiques et sociaux qui s'étaient déroulés sur plusieurs siècles pendant lesquels le Briançonnais avait construit une identité politique.
À l'époque carolingienne, les communautés situées à l'ouest du col de Montgenèvre appartenaient au royaume de Bourgogne et celles qui se trouvent à l'est du même col appartenaient au royaume d'Italie. En 1038, l'empereur Conrad II le Salique supprime le diocèse de Maurienne, dont l'évêque Thibaut avait participé à une ligue contre lui, et en confie les biens à l'archevêché d'Embrun et à l'évêque de Turin. Ce décret ne fut jamais complètement exécuté mais les paroisses du Briançonnais, située à l'ouest du Montgenèvre, durent, à partir de cette date, la dime à l'archevêque. Les arrangements auxquels cet évènement donna lieu furent à l'origine de la création, entre 1042 et 1050, de la prévôté d'Oulx, une fondation religieuse tenue par des chanoines qui suivaient la règle de saint Augustin, auxquels l'évêque de Turin, Cunibert, donna, le 30 avril 1065, les biens et bénéfices de l'évêché dans la Haute Vallée de Suse.
En 1050, Guigues Ier d'Albon donne à la prévôté d'Oulx un mas qu'il possédait à Césane et les dîmes des églises d'Oulx, de Salbertrand et de Césane dont il avait probablement hérité du mariage de l'un de ses ancêtres avec une fille du marquis de Turin, Ardouin le Glabre. Dès 1063, il employait un châtelain à Briançon et, en 1096, son petit-fils, Guigues III le Comte, tenait un tribunal à Briançon.
Le 13 janvier 1155, à Rivoli près de Turin, Guigues V d'Albon, le premier de sa famille à porter le titre de dauphin de Viennois, prête hommage à l'empereur Frédéric Barberousse qui en échange, reconnait sa suzeraineté sur les territoires qu'il détient et lui accorde le privilège de battre monnaie à Césane.
Vers 1210, Adélaïde (ou Alasie) marquise de Saluces, pour protéger la seigneurie des attaques du comte de Provence, aurait reconnu la suzeraineté du dauphin Guigues VI André, mais plus vraisemblablement lui avait cédé des droits et des biens que les marquis détenaient dans la Haute Vallée de la Varaita. Vers 1228, Guigues VI André, qui avait acquis les droits d'un certain Amédéo Fantino sur la communauté de Pont entre en conflit avec la marquise, désormais régente du marquisat de Saluces pendant la minorité de son fils Manfred III, parce qu'il avait considérablement usurpé des droits. Un accord fut conclu en août 1230 à Pignerol qui permit au dauphin de faire construire la forteresse de Châteaudauphin.
Le Briançonnais, dans les limites qui seront les siennes jusqu'en 1713, naquit entre les années 1237, où le dauphin donne, par testament, à son épouse Béatrice de Sabran, tous les domaines qu'il possède de part et d'autre des cols transalpins, et 1244, où son successeur, Guigues VII étend aux habitants d'un territoire compris entre le col du Lautaret au nord, le col Lacroix au sud, et la communauté de Chaumont qui viendront séjourner au bourg de Briançon, l'exemption de la taille comtale.

### L'aspect stratégique du contrôle des cols alpins

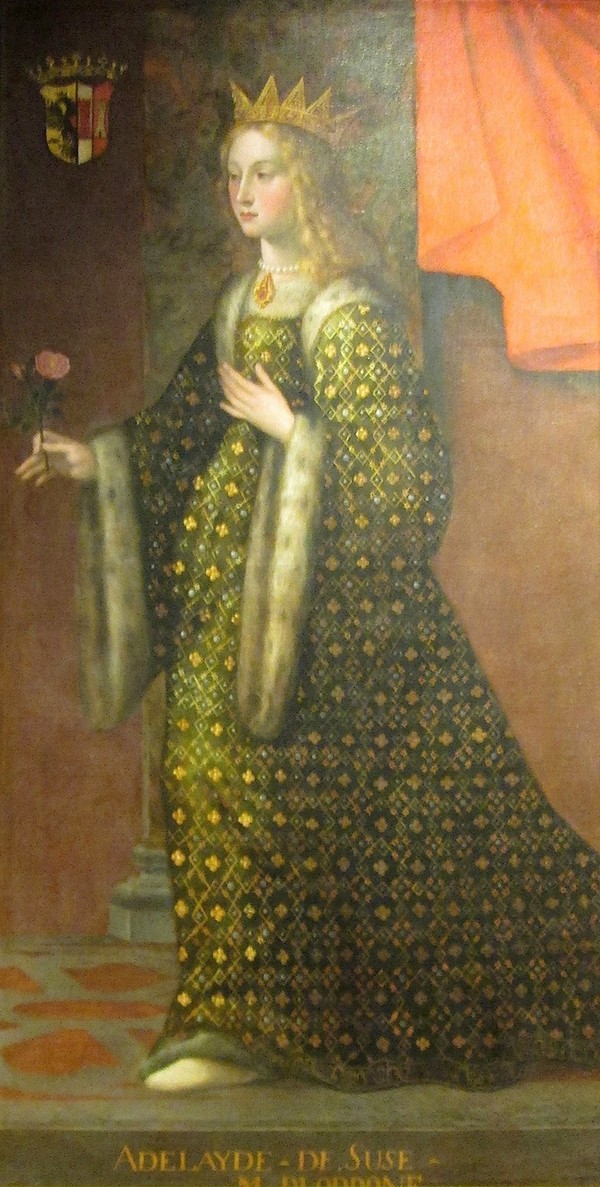
La marquise Adélaïde de Suse.

Un des axes constants de la politique des dauphins de Viennois consista à contrebalancer l'influence des ducs de Savoie, dont les États, depuis l'époque de la marquise Adélaïde s'étendaient des deux côtés des Alpes. La politique des descendants d'Humbert aux Blanches Mains s'appuyait sur le passage stratégique du col du Mont-Cenis et procuraient à leur dynastie des alliances illustres et la reconnaissance des empereurs du Saint-Empire romain germanique. Ils achetèrent aussi, contre espèces sonnantes et trébuchantes des droits et des charges, comme le vicariat d'empire, que les empereurs cédaient et révoquaient au gré de leur humeur et de leurs besoins d'argent, mais qui permettaient aux féodaux qui y accédaient, pour l'une ou l'autre de leurs possessions, d'affecter de se comporter en suzerain de tous ceux qui prétendaient dépendre directement de l'empereur et qui furent la source de nombreuses disputes juridiques.
La pratique était ancienne, dès 1077, Adélaïde de Suse et son fils Amédée II de Maurienne avaient reçu en grande pompe l'empereur Henri IV qui se rendait en Italie pour négocier avec le pape Grégoire VII, la levée de l'excommunication dont il avait été frappé et dont le voyage devait se terminer par l'humiliante pénitence de Canossa. Henri IV était alors le gendre d'Adélaïde et le beau-frère d'Amédée dont il avait épousé la sœur Berthe. Mais le chroniqueur bénédictin Lambert de Hersfeld indique qu'ils exigèrent, pour le prix de son passage, et malgré leurs liens de parenté, la cession des droits sur cinq évêchés proches de leurs seigneuries et finirent par se contenter qu'il leur donnât le Bugey.
Le contrôle des passages alpins pouvait rapporter beaucoup et le territoire des escartons du Briançonnais en comptait 21.
La concurrence pour le contrôle des passages alpins, entre les dauphins de Viennois et les comtes puis ducs de Savoie, explique aussi les politiques matrimoniales des uns et des autres avec les comtes et marquis de Provence des familles de Toulouse, de Barcelone, ou d'Anjou, avec les marquis de Montferrat et les marquis de Saluces et d'autres nobles piémontais de moindre importance. Elle conditionnait aussi l'attention et les dons qu'ils prodiguaient à des dignitaires ecclésiastiques ou à des institutions religieuses comme la prévôté d'Oulx, et les alliances qu'ils passaient avec des communautés piémontaises, ligures ou lombardes de diverse importance, dont Asti et Gênes étaient les plus visibles, tant du point de vue de la politique que de celui de l'économie.

### Un processus de marginalisation de la noblesse
Aucun document relatif au Briançonnais, et qui a été conservé, ne mentionne une confédération des communautés des vallées avant 1343. L'annonce, le 7 novembre 1338, par le dauphin Humbert II, de nouvelles enquêtes destinées à établir l'inventaire des droits dont il était propriétaire, fut le déclencheur d'une telle union : plutôt que de se soumettre aux investigations, les communautés préférèrent élire des représentants, chargés de rédiger des cahiers de doléances aujourd'hui perdus, et de passer des accords forfaitaires, selon une méthode que certaines d'entre elles avaient déjà maintes fois utilisée avec un dauphin perpétuellement à la recherche de nouveaux revenus.
Les historiens romantiques, souvent dans l'optique de défendre l'idée républicaine, ont cherché au-delà des institutions du Dauphiné ou de la monarchie capétienne les origines de cette organisation. Certains ont tenté d'en attribuer la paternité à des tribus gauloises à propos desquelles personne ne sait rien ou presque, voire aux institutions du royaume de Cottius, dont la capitale était Suse, à propos desquelles très peu de documents sont parvenus jusqu'à nous.
Le territoire a sans aucun doute joué son rôle dans la fixation des frontières de la confédération des communautés, mais moins sans doute que les opportunités politiques : ses frontières resteront dans chacun des escartons imprécises et floues. Dans la vallée de la Doire la communauté de Chaumont resta privée de la protection d'un château delfinal et son destin fut plus que les autres lié à celui de la ville de Suse.

### Naissance de la Charte
En 1343, cinquante et une communautés du Briançonnais rachètent au dauphin Humbert II un ensemble des droits seigneuriaux moyennant la somme de 12 000 florins-or et une rente perpétuelle annuelle de 4 000 ducats, et signent la Charte sur laquelle le dauphin appose son sceau.
La Charte n'est pas une constitution. Chaque communauté participe aux charges et aux obligations communes en fonction des droits qu'elle espère en retirer. Certaines d'entre elles comme Névache, Bardonnèche, Rochemolles ou Beaulard ont déjà acquis du dauphin ou de leurs co-seigneurs des franchises ou des privilèges qui recouvrent et qui parfois dépassent celles garanties par la charte. La communauté de Névache, par exemple, participe théoriquement à la répartition des charges de l'escarton de Briançon pour la seule paroisse de Plampinet.
Pendant près de quatre siècles et demi. Une fois le Dauphiné rattaché au royaume de France, en 1349, les délégués des Escartons font, à chaque avènement d'un souverain, confirmer les droits acquis par leurs communautés.
La charte accordait ainsi aux habitants des escartons le statut de "francs-bourgeois", c'est-à-dire qu'ils étaient exemptés de tout service féodal en échange d'une rente annuelle. Ils avaient le droit de détenir un fief. Ils rendent hommage à leur seigneur le dauphin "en baisant son anneau sur le dos de la main et non au pouce comme le populaire".
La justice restait un privilège du dauphin, et les habitants des escartons devaient participer à la défense du Dauphiné. Pour le reste, les Briançonnais disposaient d'une large autonomie : ils s'assemblaient et nommaient des syndics, portaient les armes et levaient des impôts.
Cette charge était répartie par les Briançonnais entre quatre pays, on disait en latin exquartonare qui a donné « escartons » (ou écartons). L'origine du mot pourrait aussi provenir du verbe escartonner (en latin "exquartonare") qui signifiait répartir les contributions entre les membres des quatre communautés.
La cession des trois escartons d'Oulx, de Val Varache et du Pragela au royaume de Sardaigne, par le traité d'Utrecht en 1713, fragilise considérablement la région du fait de la complémentarité économique entre ces escartons de l'est et ceux de l'ouest. Ces escartons font perdurer tant bien que mal leurs coutumes sous le pouvoir savoyard, puis italien après 1848, mais ils ont perdu l'indépendance qui les caractérisait.
Le 31 mai 1790, les deux escartons du Briançonnais et du Queyras acceptent de bon gré la Révolution française. Là aussi, ils ne perdent pas tant leurs coutumes démocratiques, que leur indépendance vis-à-vis d'un pouvoir central extérieur. On remarque ainsi que lors de l'annexion du Piémont par la France en 1798, la partition des escartons selon les lignes de crêtes perdure, entre les départements du Pô, de la Stura et des Hautes-Alpes.

## Organisation politique et sociale

### Organisation civile
Dans plusieurs communes se mettent en place, sans faire de bruit au fond des vallées, une faranche d'alpagistes affranchis, qui élisent tous les ans un consul et se réunissent une trentaine de fois par an en assemblée pour décider de l'organisation de la vie du village, comme c'est le cas à Villar-d'Arêne ou Villar-Saint-Pancrace autre communauté de l'Escarton de Briançon.
Selon certaines sources de langue allemande, l'organisation de la république des Escartons peut être considérée comme étant à rapprocher de celle des « Bauernrepubliken » ou républiques paysannes qui existaient dans le même temps en Frise.

### Organisation religieuse

#### Le clergé séculier
- L'archidiocèse d'Embrun.
- Le diocèse de Turin.

#### Les chanoines
- La Prévôté de Saint Laurent d'Oulx fut jusqu'à la révolution française, la principale institution religieuse du Briançonnais, et son prévôt, l'un des principaux seigneurs ecclésiastiques du Dauphiné.
- Sainte Marie de Suse. Construite selon la tradition populaire sur les ruines d'un temple de Neptune. Elle fut très tôt un vicariat des évêques de Turin dont le titulaire pouvait nommer les curés des paroisses dont cette abbaye percevait les dimes. Elle fut confiée, le 30 avril 1065, par Cunibert, évêque de Turin, avec l'accord de son chapitre, aux chanoines de Saint Laurent et Sainte Marie d'Oulx dont elle fut jusqu'à la suppression de cette dernière abbaye, l'une des principales sources de revenus[19].

## Anthropologie: le paradoxe alpin
Les anthropologues appellent « paradoxe alpin » le phénomène selon lequel le niveau d'instruction et d'ouverture culturelle d'une communauté est supérieur à la moyenne.
Le stéréotype des communautés alpines comme fermées et imperméables est facilement démonté face à la réalité des Escartons.
Il s'agit d'un cas particulier dans l'Europe de cette époque : dans les Escartons, l'alphabétisation est telle qu'au cours du XVIIIe siècle, on estime que neuf habitants sur dix savent lire, écrire, et faire des calculs mathématiques.
Pourtant dans l'imaginaire collectif, la montagne est considérée comme formée de bergers peu bavards, dans la république des Escartons, la profession la plus répandue est celle d'enseignant à domicile. L'apprentissage est basé sur trois niveaux :
- les bases, où il impératif de lire et écrire.
- le niveau intermédiaire, où l'on apprend les mathématiques.
- le dernier niveau où s'apprennent la philosophie, les arts, les langues.

## Repères chronologiques

### XIVesiècle
- 1336. Châteaudauphin. Construction de la forteresse.
- 1343. Beauvoir-en-Royans. Le dauphin Humbert II et les représentants des communautés du briançonnais signent la « Grande Transaction » (29 mai 1343).
- 1343. Beauvoir-en-Royans. Le dauphin Humbert II et les représentants de la communauté d'Oulx conviennent d'une transaction concernant la fixation et la liquidation des droits seigneuriaux de la châtellenie d'Oulx[24](29 mai 1343).
- 1343. Beauvoir-en-Royans. Le dauphin Humbert II et les représentants de la communauté de Saint-Martin-de-Queyrières conviennent d'une transaction concernant la fixation et la liquidation des droits seigneuriaux de la châtellenie de Saint-Martin-de-Queyrières[24](29 mai 1343).
- 1343. Beauvoir-en-Royans. Le dauphin Humbert II et les représentants de la communauté de Césane conviennent d'une transaction qui fixe le montant des droits que les habitants de Césane doivent au dauphin le jour de la Purification. Cette transaction a pour objectif de limiter la rapacité des Ministériaux[24](30 mai 1343).
- 1362. Châteaudauphin. Galeazzo de Saluces ravage la Castellatta. Effrayé par les méfaits de son frère et de leurs conséquences, Frédéric II, Marquis de Saluces, dépêche auprès de Raoul de Louppy, gouverneur du Dauphiné, Ugo de Genève, Seigneur d'Anthon et son lieutenant Bergadano Muricola pour négocier la paix[25].
- 1363. Moirans. Ugo de Genève, Seigneur d'Anthon, pour le marquis Frédéric II de Saluces, et Ainard de la Tour, seigneur de Vinay, pour Raoul de Louppy, gouverneur du Dauphiné, conviennent d'un accord qui cède au dauphin, en le délivrant de l'obligation d'hommage, tous les biens et tous les droits que Frédéric et Galeazzo de Saluces détenaient sur les paroisses de Chaudannes, Bellino, Saint Eusèbe, Pont et La Chenal (15 mars 1363)[25].
- 1363. Château-Queyras ou Ville-Vieille. 212 chefs de familles de la Castellata prêtent hommage au dauphin en la personne de Raoul de Louppy, gouverneur du Dauphiné. 22 sont nobles, et 13 francs bourgeois (3 septembre 1363)[25].
- 1390. Briançon. Fondation du couvent des Cordeliers ou Frères Mineurs qui existera jusqu'à la Révolution française[26].

### XVIesiècle
- 1532. Angrogna. Au Synode de Chanforan, convaincus par Guillaume Farel, les barbes vaudois décident d'adhérer à la réforme et confient à Pierre Robert Olivétan la réalisation de la traduction de la Bible en français (du 12 septembre 1532 au 17 septembre 1532. Cette décision eut une forte influence sur l'adhésion à la réforme de nombreux habitants des escartons de Valcluson, de Queyras et d'Oulx.

### XVIIesiècle
- 1624. Briançon. Fondation du couvent des Dominicains ou Frères prêcheurs qui existera jusqu'à la Révolution Française[26].
- 1624. Briançon. Un incendie général détruit la ville (1er décembre 1624)[26].
- 1630. Briançon. Alors que l'épidémie de peste ravage la région, le premier consul de Briançon, Reymond Brunicard et les notables font vœux, devant le curé Jacques Juget de reconstruire l'hôpital de la ville qui avait été détruit, avec ses archives, par l'incendie de 1624 (14 juillet 1630)[27]..
- 1642. Briançon. Fondation du couvent des Récollets qui fut supprimé en 1782[26].
- 1642. Briançon. Fondation du couvent des Ursulines qui existera jusqu'à la Révolution Française[26].
- 1672. Beaulard. La communauté rachète à la famille Jouffrey, les derniers droits féodaux (12 novembre 1672)[5]
- 1692. Briançon. Un incendie général détruit la ville ((26 janvier 1692)[26].

### XVIIIesiècle
- 1700. Saint Martin de Queyrière. Vente aux enchères des biens de l'hôpital de la communauté qui avait été réuni à celui de Briançon par lettre patente de Louis XIV en 1698. Ces biens consistaient en une masure et deux pièces de terre[27].
- 1703. Briançon. Début des travaux de construction de la collégiale[26].
- 1713. Utrecht. « Sa Majesté Très Chrétienne cède à Son Altesse Royale de Savoie, la Vallée de Pragesla avec lès Forts d'Exiles & de Fenestrèlles,& les Vallées d'Oulx, de Sézane, de Bardonache, & le Château-Dauphin : réciproquement son Altesse Royale cède à sa Majesté Très-Chrétienne la Vallée de Barcelonette, de manière que lès sommités dès Alpes sérviront à l'avenir de limites, entre la France, le Piémont & le Comté de Nice,& que lès Plaines qui se trouveront sur lèsdites sommités seront partagées » (orthographe de l'époque) (11 avril 1713)[28].
- 1719. Briançon. Fin des travaux de construction de la collégiale[26].
- 1726. Briançon. Consécration de la collégiale. La ville est alors desservie par un curé, un vicaire et cinq ecclésiastiques pour ses hameaux[26].
- 1737. Turin. Charles-Emmanuel III, roi de Sardaigne et duc de Savoie confirme aux habitants des escartons d'Oulx, de Pragelas et de Château-Dauphin, les franchises concédées par le dauphin Humbert II dans la Charte des Escartons (28 juin 1737)[5].
- 1747. Briançon. Établissement des chanoines de la collégiale, au nombre de trois, dont le prévôt était curé[26].
- 1747. Bail emphytéotique entre les communautés briançonnaises restées dans le royaume de France et la prévôté d'Oulx, permettant à celles-ci de racheter les dimes jusque-là perçues par cet établissement. Après la sécularisation de la prévôté dont les revenus furent transférés à l'évêché de Pignerol, les sommes dues au titre du bail furent versées à l'évêque de cette ville.
- 1749. Pignerol. Jean-Baptiste Orlié de Saint Innocent, dernier prévôt de Saint Laurent et de Sainte Marie d'Oulx devient le premier évêque du siège nouvellement créé de Pignerol[5].
- 1756. Oulx. Sécularisation de la Prévoté qui est transformée en collégiale (19 avril 1756)[5].
- 1782. Briançon. Suppression du couvent des Récollets[26].

## Personnages célèbres
- Luigi des Ambrois de Névache (1807-1874), premier président du Sénat du royaume de l'Italie unifiée.
- Barthélemy Baudrand (1701-1787) jésuite français, et écrivain spirituel qui est l’auteur de nombreux ouvrages ascétiques, dont la plupart furent publiés de manière anonyme.
- Émilie Carles (1900-1979), romancière qui naquit et vécut à Val-des-Prés.
- Marie Joseph Chalier (1742-1793). Né au bourg de Beaulard, fils d'Antoine Chalier, notaire, et de Véronique Frézet. Il fut d'abord dominicain puis commerçant. Après une vie assez mouvementée il se fixa à Lyon où il prit la tête du mouvement révolutionnaire et fut guillotiné lors de l’insurrection contre-révolutionnaire de 1793[5].
- Claude Sylvestre Colaud (1754-1819). Fils d'un négociant de Briançon, où il nait, il passe les premières années de sa vie en Corse où son père a émigré, puis étudie au collège de La Ciotat. Il s'engage à 17 ans dans une régiment de dragons. En 1792, il devient l'un des aides de camp de Kellermann puis colonel du 20e régiment de chasseurs à cheval. En 1801, Napoléon Bonaparte obtient sa nomination au Sénat conservateur. Il est nommé comte d'Empire en 1808, pair de France en 1814, Comte et Hair Héréditaire en 1817.
- Giorgio Des Geneys (1761-1839). Amiral, créateur de la flotte du royaume de Sardaigne, et l'un des négociateurs du congrès de Vienne.
- Remi Fatim ou Remi Fatin. Architecte ou maitre maçon de la fin du XVe et du début du XVIe siècle. Il a contribué à l'édification des églises de Névache[29],[30], de Cervières (Saint Michel)[29],[30], de Château-Beaulard[9], et de Savoulx[9].
- Fernandel, dont le nom d'état civil était Fernand Joseph Désiré Contandin, descendait d'une famille qui avait habité le hameau de Passoir dans la communauté de Méan, aujourd'hui Méano, un lieu-dit de la commune de Perosa Argentina[note 3].
- Oronce Fine (1494-1555). Mathématicien et cartographe, né à Briançon, réalisa la première carte de France imprimée à Paris.
- Jacques Ratton (pt), dit aussi Jacóme Ratton, né le 7 juillet 1736, de Jacques Ratton et de son épouse Françoise Bellon, au Monêtier-les-Bains, et mort à Paris, le 3 juillet 1820 fût un industriel et un commerçant, naturalisé portugais, qui contribua au développement du tissage mécanique, et à l'introduction de la culture de l'eucalyptus et de l'araucaria au Portugal. Anobli à l'instigation de son protecteur, le marquis de Pombal, il fut promu Gentilhomme (Fidalgo) de la maison royale et chevalier de l'ordre du Christ. Il fit construire le Palaçio Ratton qui abrite aujourd'hui, la Cour Constitutionnelle et la Cour suprême du Portugal. Selon l'habitude des émigrants de cette époque, il grandit chez ses grands-parents au Monêtier-les-Bains jusqu'à l'âge de quatorze ans et rejoignit ensuite ses parents qui s'étaient installés à Porto. En juin 1810, après le départ des troupes de Napoléon Ier du Portugal, et notamment à cause de son amitié avec le général Paul Thiébault, il fut accusé de trahison au profit de la France et condamné à l'exil dans l'île de Terceira aux Açores qu'il parvint à faire convertir en exil à Londres, puis à Paris où il mourut.
- Jacques Roul (1775-1840). Officier de la Grande Armée ayant participé à la plupart des batailles, présent à l'Île d'Elbe, né à Villar-Saint-Pancrace. Après une période d'exil, notamment en Amérique, il a un temps été gouverneur de la Place forte de Briançon. Mort en retraite à Valence[31].

## Événements et commémorations

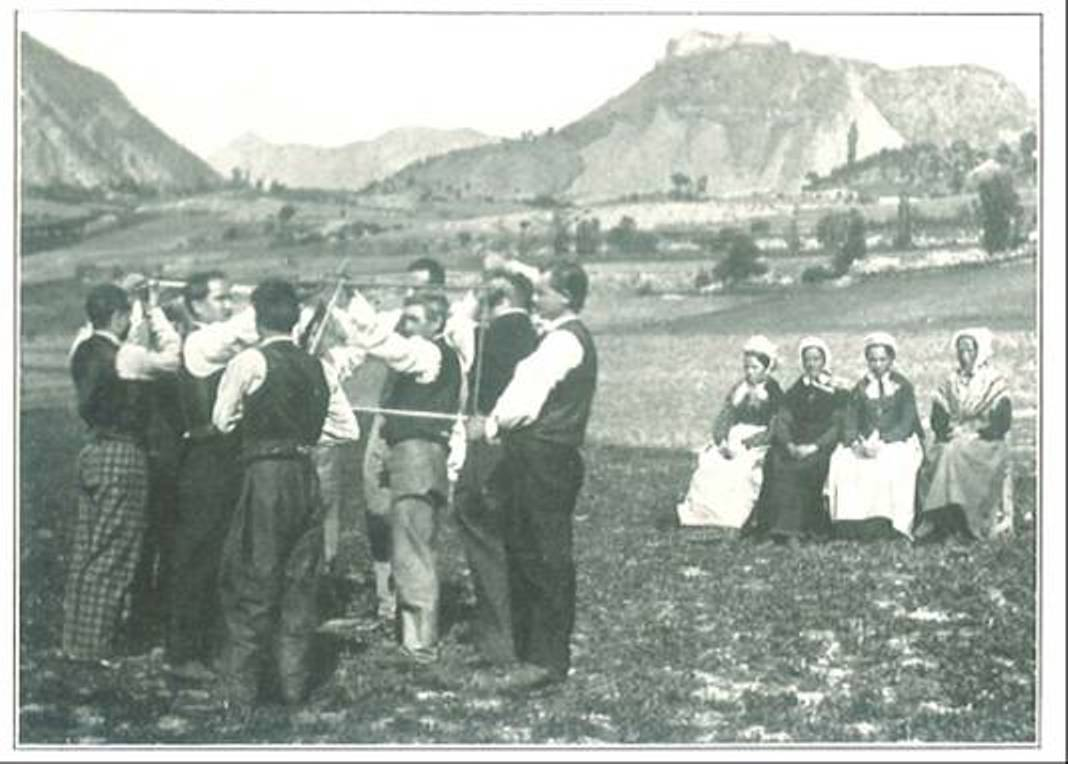
Le bacchu-ber, danse des épées dans le Briançonnais en 1877.

### Fête des Escartons à Briançon
Il s'agit d'une fête médiévale, généralement organisée en juillet et située dans la cité Vauban de Briançon pour célébrer le passé médiéval de la cité.

### Danse du Bacchu-ber
Le bacchu-ber est une danse traditionnelle d’épées généralement organisée dans le quartier de Pont-de-Cervières de Briançon dont l’origine remonte à plusieurs siècles, bien que la première mention écrite de ce rite date de 1730.